# Huile végétale

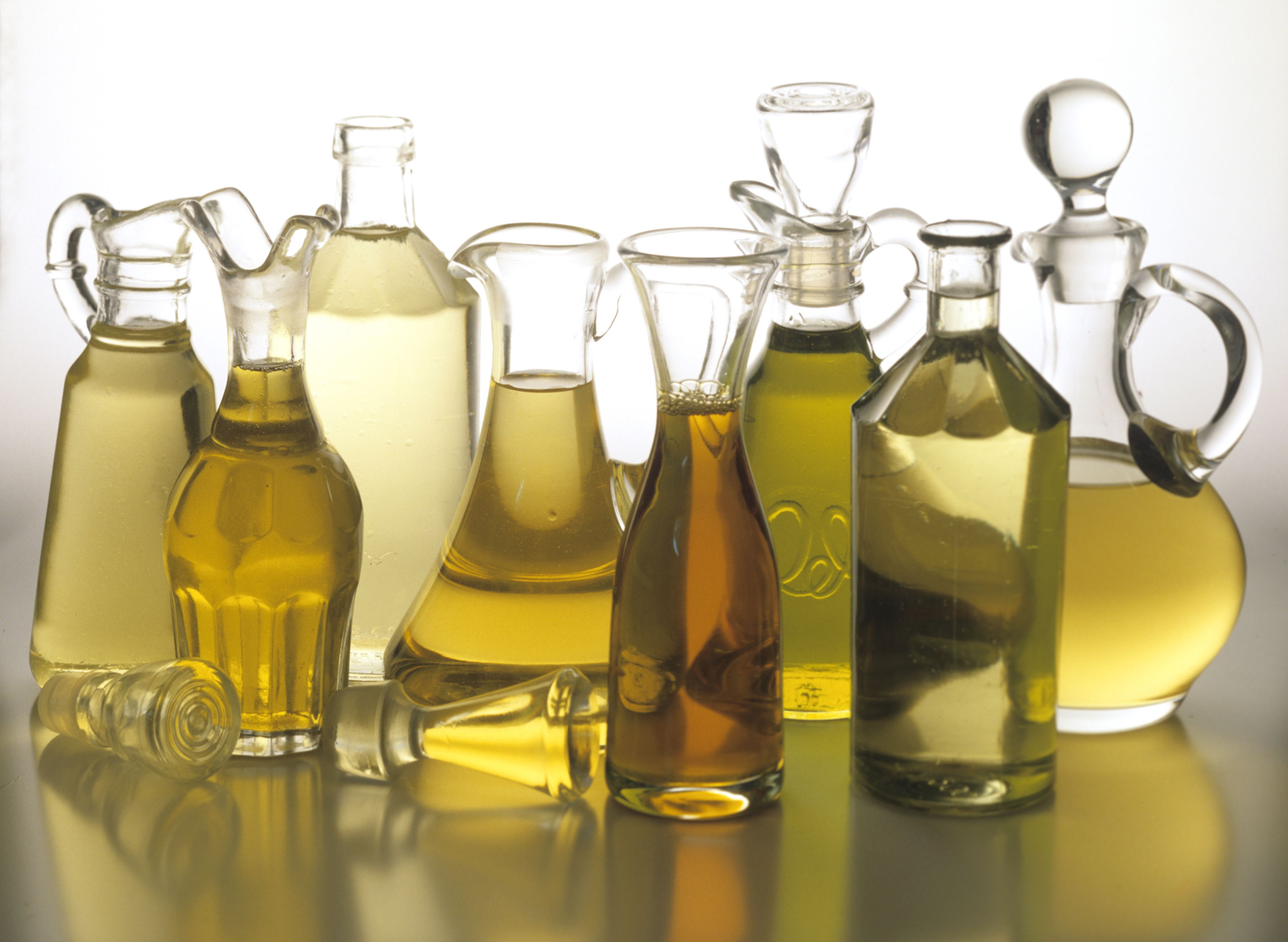
Différentes huiles végétales.

Une huile végétale est un corps gras liquide à température ambiante, extrait d'une plante oléagineuse, c'est-à-dire une plante dont les graines, noix, amandes ou fruits contiennent des lipides. Attention à ne pas confondre « huile végétale » avec « macérat huileux »,,. 

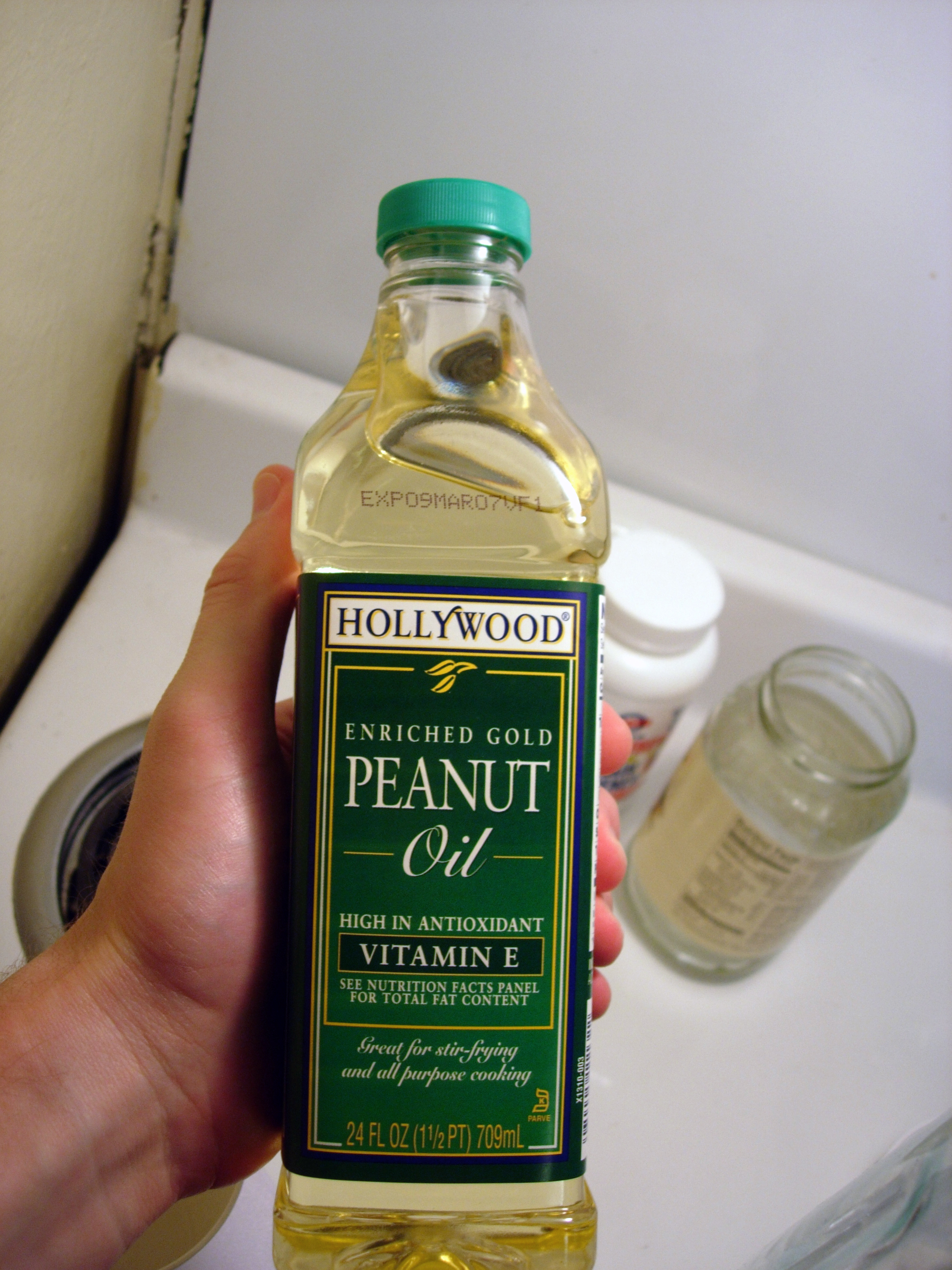
Huile d'arachide.

## Types d'huile
Le terme peut faire référence à différents types d'huile végétales :
- l'huile alimentaire : utilisée dans l'alimentation ;
- l'huile végétale carburant : utilisée comme carburant ou comme additif dans les moteurs thermiques ;
- l'huile végétale comme combustible : utilisée comme combustible pour une lampe à huile par exemple.

une huile végétale utilisée dans d'autres domaines qu'alimentaire, par exemple :
- l'huile de cumin noir, l'huile de pépins de raisin, l'huile de coco, le beurre de karité, l'huile de cannabidiol, etc. utilisés en cosmétique voire en pharmacie ;
- l'huile de lin comme siccatif.

La production des huiles végétales est issue des principales plantes oléagineuses suivantes en 2012 : palme 35 %, soja 27 %, colza 25 %, tournesol 10 %, palmiste 3 %. Le palmier à huile a un haut rendement puisqu'il fournit un tiers de la production mondiale d'huiles végétales en occupant 7 % de la surface de culture des oléagineux.

## Propriétés
Les huiles végétales peuvent être utilisées pour :
- lubrifier ;
- solidifier un corps ;
- être transformées en savon ;
- comme combustibles ;
- améliorer l'état de la peau ou des cheveux ;
- apporter aux organismes vivants de l'énergie, des nutriments essentiels et des vitamines.

## Utilisation
La plupart peuvent être consommées tant par voie orale que par voie cutanée.
Par exemple, l'huile vierge de noisette peut aussi bien servir à l'assaisonnement d'un plat de pâtes qu'à la fabrication d'une huile de massage pénétrante et hydratante.

### Application cutanée
Une étude conjointe (chinoise, américaine et espagnole) récapitulative de 2017 met en évidence les effets bénéfiques des composants de certaines huiles végétales par l'application sur la peau (voie topique) pour les maladies de la peau et la restauration de l'homéostasie cutanée. Ces constituants sont principalement des triglycérides, des phospholipides, des acides gras libres, des composés phénoliques et des antioxydants. La teneur de chacun n'est pas indiquée ci-dessous et ne saurait constituer un traitement radical ou exclusif.
| Huiles                                                                     | Réparation de la barrière cutanée | Effet anti-bactérien | Effet anti-inflammatoire | Effet anti-oxydant | Cicatrisation des plaies | Contre le vieillissement de la peau | Propriété anti-cancérigène | Résultats              |
| -------------------------------------------------------------------------- | --------------------------------- | -------------------- | ------------------------ | ------------------ | ------------------------ | ----------------------------------- | -------------------------- | ---------------------- |
| Olive                                                                      | non                               | ?                    | oui                      | oui                | oui                      | effet possible                      | oui                        | 4 positifs 1 possible  |
| Graines de tournesol                                                       | oui                               | ?                    | oui                      | ?                  | effet possible           | ?                                   | oui                        | 3 positifs 1 possible  |
| Pépins de raisin                                                           | ?                                 | oui                  | effet possible           | oui                | oui                      | effet possible                      | effet possible             | 3 positifs 3 possibles |
| Noix de coco                                                               | oui                               | oui                  | oui                      | oui                | oui                      | oui                                 | ?                          | 6 positifs             |
| Graines de carthame                                                        | ?                                 | ?                    | oui                      | ?                  | ?                        | ?                                   | ?                          | 1 positif              |
| Argan                                                                      | oui                               | ?                    | oui                      | ?                  | oui                      | ?                                   | effet possible             | 3 positifs 1 possible  |
| Soja                                                                       | oui                               | oui                  | oui                      | oui                | ?                        | ?                                   | ?                          | 4 positifs             |
| Arachide                                                                   | oui                               | ?                    | ?                        | ?                  | ?                        | oui                                 | oui                        | 3 positifs             |
| Sésame                                                                     | effet possible                    | ?                    | oui                      | oui                | ?                        | oui                                 | oui                        | 4 positifs 1 possible  |
| Avocat                                                                     | ?                                 | ?                    | effet possible           | ?                  | oui                      | ?                                   | ?                          | 1 positif 1 possible   |
| HUILES                                                                     | Réparation de la barrière cutanée | Effet anti-bactérien | Effet anti-inflammatoire | Effet anti-oxydant | Cicatrisation des plaies | Contre le vieillissement de la peau | Propriété anti-cancérigène | Résultats              |
| Bourrache                                                                  | oui                               | ?                    | effet possible           | ?                  | ?                        | ?                                   | ?                          | 1 positif 1 possible   |
| Jojoba                                                                     | oui                               | effet possible       | oui                      | oui                | oui                      | oui                                 | ?                          | 5 positifs 1 possible  |
| Avoine                                                                     | oui                               | effet possible       | oui                      | oui                | ?                        | ?                                   | ?                          | 3 positifs 1 possible  |
| Pépins de grenade                                                          | ?                                 | ?                    | ?                        | oui                | ?                        | effet possible                      | effet possible             | 1 positif 2 possibles  |
| Amande                                                                     | effet possible                    | ?                    | ?                        | ?                  | ?                        | oui                                 | ?                          | 1 positif 1 possible   |
| Abricot amer                                                               | ?                                 | ?                    | ?                        | ?                  | ?                        | ?                                   | effet possible             | 1 possible             |
| Rose musquée                                                               | effet possible                    | ?                    | oui                      | oui                | ?                        | oui                                 | ?                          | 3 positifs 1 possible  |
| Camomille allemande                                                        | effet possible                    | ?                    | oui                      | ?                  | ?                        | ?                                   | ?                          | 1 positif 1 possible   |
| Karité (beurre)                                                            | effet possible                    | ?                    | oui                      | oui                | ?                        | ?                                   | ?                          | 2 positifs 1 possible  |
| « ? » = aucune preuve concrète de l'effet spécifique du traitement topique |                                   |                      |                          |                    |                          |                                     |                            |                        |

On notera que d'autres études tout autant sérieuses indiquent des effets pour la reconstruction de la barrière cutanée,, contre le vieillissement de la peau,, ou anti-cancérigènes du beurre de karité notamment, qu'exclut ce tableau.

## Production
Pour des raisons techniques, il est temporairement impossible d'afficher le graphique qui aurait dû être présenté ici.

Évolution de la production mondiale d'huiles végétales de 1961 à 2017 (par ordre décroissant en 2017), :
- Huile de palme
- Huile de soja
- Huile de colza & moutarde
- Huile de tournesol
- Autres huiles végétales
- Huile de palmiste
- Huile d'arachide
- Huile de coton
- Huile d'olive
- Huile de coco
- Huile de germe de maïs
- Huile de son de riz
- Huile de sésame